# Okręg przemysłowy
Okręg przemysłowy – skupisko wielu ośrodków i zakładów przemysłowych na silnie zurbanizowanych terenach. W tych rejonach szczególnie rozwinięty jest przemysł. Główne rodzaje ośrodków przemysłowych to regiony wydobywcze (górnicze), przemysłu high-tech (technopolia), przemysłu różnego rodzaju (np. maszynowego, spożywczego, motoryzacyjny itp.). Wydobywcze okręgi przemysłowe w krajach wysoko rozwiniętych obecnie podupadają lub zmieniają profil na regiony usługowe i nowoczesnych technologii.
Cechy okręgu przemysłowego:
- składa się z kilku zakładów przemysłowych;
- posiada znaczny odsetek ludności zatrudnionej w przemyśle;
- skupia znaczny potencjał wytwórczy na niewielkim obszarze;
- zakłady przemysłowe wykazują powiązania produkcyjne.

## Główne okręgi przemysłowe świata
- Damodar (Indie, wydobywczy)
- Dolina Krzemowa (USA, technopolia)
- Japońskie okręgi przemysłowe: Keihin, Hanshin, Chukyo, Kitakiusiu (przemysł różnorodny: stoczniowy, środków transportu, spożywczy, elektromaszynowy)
- Okręg Północno-Wschodni (USA, wielobranżowy)
- Shaba (Demokratyczna Republika Konga/Zambia, wydobywczy)
- Toledo-Detroit (USA, gł. motoryzacyjny)
- Witwatersrand (RPA, wydobywczy)
- Zagłębie Ruhry (Niemcy, wydobywczy)
- Północny (Chiny, wydobywczy)
- Przyjeziorny (USA, wydobywczy)
- Kalifornijski (USA, technopolia)
- Doniecki (Ukraina, wydobywczy)
- Uralski (Rosja, wydobywczy)
- Yorkshire (Anglia, wydobywczy)
- Londyński (Anglia)
- Minas Gerais (Brazylia)
- Kuźniecki (Rosja)
- Fushun-Anshan (Chiny)
- Zagłębie Północne (Francja)

## Okręgi przemysłowe w Polsce
W Polsce za okręg przemysłowy uznaje się takie obszary, na których liczba zatrudnionych w przemyśle przetwórczym lub wydobywczym przypadająca na 1 km² bądź na 100 mieszkańców jest co najmniej dwukrotnie wyższa niż średnia krajowa zatrudnionych w tych gałęziach.
W 2001 w Polsce delimitowano 15 okręgów przemysłowych; kryterium delimitacji była liczba osób zatrudnionych w przemyśle, która przekraczała średnią krajową, wynoszącą 11,7 osób na kilometr kwadratowy (w 1980 delimitowano 24 okręgi przemysłowe; w wyniku transformacji systemowej nastąpił wyraźny spadek liczby okręgów). 
- Bielski Okręg Przemysłowy
- Bydgoski Okręg Przemysłowy
- Dębicko-Stalowowolski Okręg Przemysłowy[1]
- Gdański Okręg Przemysłowy
- Górnośląski Okręg Przemysłowy i Rybnicki Okręg Węglowy (razem)[1]
- Kaliski Okręg Przemysłowy
- Krakowski Okręg Przemysłowy
- Lubelski Okręg Przemysłowy
- Łódzki Okręg Przemysłowy i Bełchatowski Okręg Przemysłowy (razem)[1]
- Poznański Okręg Przemysłowy
- Staropolski Okręg Przemysłowy (Świętokrzyski Okręg Przemysłowy)[1]
- Sudecki Okręg Przemysłowy (Wałbrzyski Okręg Przemysłowy)[1]
- Szczeciński Okręg Przemysłowy
- Warszawski Okręg Przemysłowy
- Wrocławski Okręg Przemysłowy

Pozostałe obszary, w których liczba osób zatrudnionych w przemyśle nie przekracza średniej krajowej:
- Białostocki Okręg Przemysłowy
- Centralny Okręg Przemysłowy
- Częstochowski Okręg Przemysłowy
- Jaworznicko-Chrzanowski Okręg Przemysłowy
- Karpacki Okręg Przemysłowy
- Legnicko-Głogowski Okręg Miedziowy
- Olsztyński Okręg Przemysłowy
- Opolski Okręg Przemysłowy
- Piotrkowsko-Bełchatowski Okręg Przemysłowy
- Tarnobrzeski Okręg Przemysłowy
- Tarnowsko-Rzeszowski Okręg Przemysłowy
- Zielonogórsko-Żarski Okręg Przemysłowy